# 칠곡군
칠곡군(漆谷郡)은 대한민국 경상북도 서남부에 있는 군이다. 동쪽으로 군위군, 서쪽으로 성주군, 김천시, 남쪽으로 대구광역시, 북쪽으로 구미시와 접한다. 경상북도의 군 중에서 인구가 가장 많으며, 구미시와 대구광역시의 위성 도시 중 하나이다.
조선 시대에는 칠곡읍(1981년에 대구로 편입)이 칠곡군의 중심지였으나, 1914년 4월 1일에 인동군을 칠곡군에 합치고 군청을 왜관읍으로 옮긴 후 왜관읍이 칠곡군의 군청소재지이자 중심지가 되었다. 행정구역은 3읍 5면이다.

## 지리
동부는 가산, 황학산, 소학산, 유학산으로 이어지는 팔공산맥의 서쪽 끝에 해당하며, 중생대 낙동통퇴적암이 대부분을 이룬다. 서부는 금오산, 영암산, 서진산이 있으며 고생대 편마암이 분포한다. 남북방향으로 관통하여 흐르는 낙동강의 양안에는 북삼읍, 석적읍, 약목면, 왜관읍을 중심으로 비교적 넓은 충적평야가 형성되어 있다.
하천은 남류하여 금호강으로 유입하는 팔거천과 이언천을 제외하고는 모두 낙동강으로 흘러들며, 동류하는 경호천, 두만천, 서원천과 서류하는 한천, 광암천, 반계천, 동정천이 있다.

### 칠곡의 명칭 문제
'칠곡'이라는 지명의 유래가 된 칠곡읍은 1981년에 대구가 직할시로 되면서 대구직할시에 편입되었다. 중앙고속도로의 칠곡 나들목은 대구광역시의 칠곡 지역(대구 북구)으로 연결되는데, 칠곡군을 방문하고자 하는 외지인들에게 착오를 불러일으키기도 한다. 대구에서는 칠곡군과의 혼동을 피하기 위해 옛 칠곡읍 지역인 대구 북구의 서부를 '강북'(예. 대구강북경찰서)이라고 지칭하기도 하는데 이는 금호강 이북이라는 뜻이다.

## 역사
- 1640년 : 성주목 팔거현 가산산성에 칠곡도호부를 설치함
- 1895년(조선 고종 32년) 6월 23일(음력 윤 5월 1일) : 대구부 칠곡군으로 개편하였다.[2]
- 1896년(건양 원년) 8월 4일 : 경상북도 칠곡군으로 개편하였다.[3]
- 1914년 4월 1일 : 인동군을 편입하고, 군청소재지는 왜관면으로 하였다.[4][5] (9면)

| 개편 전 | 개편 전 | 개편 후 (칠곡군) | 개편 후 (칠곡군)                                             |
| ------- | --- | ---------------- | ------------------------------------------------------------ |
| 인동군  | 읍내면(邑內面) 토동/구평동/화암동, 내신촌/외신촌/(동면)석사동 일부, 시미동 일부/양원동 일부, 모단동/임수동, 중리/남산동/교동 일부, 진평동/구제동/양원동 일부, 황상동/교동 일부 | 인동면           | 구평동, 신동, 시미동, 임수동, 인의동, 진평동, 황상동         |
| 인동군  | 북면(北面) 거의동/진동 일부, 정산동/온산동/온조동/구포동/가촌/진동 일부/하동 일부, 구복동/와천동/가곡동/(선산군 몽대면)본리 일부, 증동 일부/하동 일부/(선산군 상고면)지산동 일부, 옥계동/문법동/온수동 | 인동면           | 거의동, 구포동, 금전동, 양호동, 옥계동                       |
| 인동군  | 북삼면(北三面) 오태동 일부/(읍내면)낙동, 보손동/평촌/국포동 일부/상재동 일부, 오평동/금곡동/숭산동/상강동/하강동/인평동 일부/(선산군 상고면)도신동 일부, 신촌/어부동/점촌/노전동 일부/외율동 일부/상재동 일부/국포동 일부, 오태동 일부/대곡동 일부, 오리/도속동/장교동/사지동 일부/(약목면)관성동 일부/임호동 일부, 내율동/대곡동 일부/외율동 일부, 하대동/대곡동 일부/외율동 일부/인평동 일부                                                     | 북삼면           | 낙계동, 보손동, 숭오동, 어로동, 오태동, 오평동, 율동, 인평동 |
| 인동군  | 약목면(若木面) 외락동/내락동 일부/왜관동 일부/무림동 일부/백평동 일부, 외복동/무림동 일부/내락동 일부/백현동 일부/중여동 일부/내복동 일부/역동 일부/(기산면)삼우동 일부, 탑동/두만동/원동 일부/중여동 일부/내복동 일부, 역동 일부/내복동 일부, 지내동/옥만동/현동/내복동 일부/역동 일부/원동 일부/세덕동 일부/(북삼면)노적동 일부, 명원동/교촌동/세덕동 일부, 덕산동/백현동 일부/임호동 일부/왜관동 일부/관성동 일부/역동 일부/(북삼면)사지동 일부 | 약목면           | 관호동, 무림동, 남계동, 동안동, 복성동, 교동, 덕산동         |
| 인동군  | 기산면(岐山面) 찰전동/내각동/외각동/서치동/봉산동 일부, 소암동/조양동/덕곡동/하방동/가사동/봉산동 일부, 원동/죽전동 일부/강정동 일부, 대송동/영동 일부/행정동 일부/죽전동 일부/가림동 일부, 평촌/복동/가림동 일부/삼우동 일부, 작촌/강정동 일부/행정동 일부/영동 일부 | 약목면           | 각산동, 봉산동, 죽전동, 영동, 평복동, 행정동                 |
| 인동군  | 문량면(文良面) 반지동 일부, 포남동/청계동/(석적면)내외촌/(장곡면)남율동 일부, 창리/중지동/반지동 일부, 박곡동/아곡동 | 석적면           | 반계동, 포남동, 중지동, 아곡동                               |
| 인동군  | 장곡면(長谷面) 북율동/남율동 일부/중리 일부, 발양동/상리/성곡동 일부, 광암동/성곡동 일부/중리 일부/(읍내면)시미동 일부 | 석적면           | 남율동, 성곡동, 중동                                         |
| 인동군  | 석적면(石赤面) 학전동/도개동 일부, 망정동/사동/도개동 일부, 황학동/수창동, 천평동/신기동/복곡동/(동면)하판동 일부/(칠곡군 동북면)소흘리 일부/(선산군 장천면)석적동 일부, 다부동/거문동/원증동 일부, 둔현동/원증동 일부 | 석적면           | 도개동, 망정동, 황학동, 천평동                               |
| 인동군  | 석적면(石赤面) 학전동/도개동 일부, 망정동/사동/도개동 일부, 황학동/수창동, 천평동/신기동/복곡동/(동면)하판동 일부/(칠곡군 동북면)소흘리 일부/(선산군 장천면)석적동 일부, 다부동/거문동/원증동 일부, 둔현동/원증동 일부 | 가산면           | 다부동, 학산동                                               |
| 인동군  | 동면(東面) 장천동/산성동/신기동 일부, 심곡동/신기동 일부/(선산군 장천면)인선동 일부, 사부동/칠송동/토곡동, 고남동/감곡동/소복동/석사동 일부, 하판동 일부/(선산군 장천면)달전동 | 가산면           | 신장동, 심곡동, 학상동, 학하동, 하판동                       |
| 칠곡군  | 동북면(東北面) 산당리/대둔리/북창동 일부/가산동 일부, 진동/금화동/소갈리, 수동/용계동/용곡리 일부, 추동/양추동/북창동 일부/용곡리 일부 | 가산면           | 가산동, 금화동, 용수동, 응추동                               |
| 칠곡군  | 서북면(西北面) 중산동/하지동/상지동/점촌/남원리, 금산리/강당리/구암리/동석리/횡금동/안천동/삼산동, 대소동/상어동/중어동/칠전리/송항동 일부, 동명원/삼학동/소지리/두모동/(동북면)가산동 일부 | 동명면           | 가천동, 금암동, 송산동, 학명동                               |
| 칠곡군  | 하북면(下北面) 구지동/송림리/덕산리/양지동 일부, 소조리/가좌동 일부/득명동 일부/법성동 일부, 남창동/상원동/하원동/양지동 일부, 대현리/가좌동 일부/득명동 일부/법성동 일부, 봉암리/외증리/내증리/(팔거면)동일리 일부/(서북면)송항동 일부 | 동명면           | 구덕동, 기성동, 남원동, 득명동, 봉암동                       |
| 칠곡군  | 퇴천면(退川面) 신약동/가산동 일부/고평리 일부/양지동 일부, 구명동 일부/운암동 일부/횡동 일부, 완전리/국동/시지리/횡동 일부/사창리 일부/(팔거면)주좌동 일부, 이동/사창리 일부, 동대동/구명동 일부/구천동 일부/횡동 일부/운암동 일부/(팔거면)천서동 일부 | 칠곡면           | 관음동, 구암동, 국우동, 도남동, 동천동                       |
| 칠곡군  | 문주면(文朱面) 문주동 일부/매남리 일부/장태리 일부, 매남리 일부/송천동 일부, 내사동/장사동/문주동 일부, 작원리/문주동 일부/장태리 일부, 대전리/금편리/이매동/구명동 일부/가산동 일부/송천동 일부 | 칠곡면           | 금호동, 매천동, 사수동, 팔달동, 태전동                       |
| 칠곡군  | 팔거면(八厲面) 송호동/부본리 일부/동일리 일부, 읍내동/교동/아시동/안양동/(퇴천면)서대동/고평리 일부/양지리 일부/구천동 일부, 봉서동/주좌동 일부/천서동 일부/부본리 일부 | 칠곡면           | 동호동, 읍내동, 학정동                                       |
| 칠곡군  | 상지면(上枝面) 동원동/서원동/석문리 일부, 수정리/남행리/북행리/(인동군 석적면)수정리 일부, 도당리/(도촌면)금정리/중리 일부, 중동/신동/평동 일부/와동 일부/하동 일부/사창동 일부/(도촌면)중리 일부, 심천동/상동/장동 일부/(이언면)시기리 일부, 운정리/완정리 일부/와동 일부/석문리 일부/사창동 일부/장동 일부 | 지천면           | 달서동, 백운동, 송정동, 신동, 심천동, 창평동                 |
| 칠곡군  | 이언면(伊彦面) 이곡리/추동, 판동/상이리 일부/시기리 일부/(상지면)하동 일부, 가정동/상납동, 오동/수청동 일부/상이리 일부, 만점촌/내오동/만산동 일부/수청동 일부/외오동 일부, 외오동 일부/만산동 일부 | 지천면           | 낙산동, 덕산동, 연호동, 영오동, 오산동, 용산동               |
| 칠곡군  | 도촌면(道村面) 불동/자원리/빈주리/내도동 일부/(노곡면)왕방리, 중화동/암동/외도동/완정리 일부/내도동 일부 | 지천면           | 금호동, 연화동                                               |
| 칠곡군  | 파미면(巴彌面) 반송리/서매동/신매동/상매동 일부, 좌방리/장자동/관동, 월매동/사라동/장달리/중매동 일부/상매동 일부/월오동 일부/(도촌면)완정리 일부/(노곡면)대곡리 일부, 관동/상석동/고제동/이동 일부, 두동/평장리/회동/이동 일부/월매동 일부 | 왜관면           | 매원동, 봉계동, 삼청동, 석전동, 왜관동                       |
| 칠곡군  | 노곡면(盧谷面) 추동 일부/율촌 일부/노호동 일부/보병동 일부, 저동/대곡리 일부/강창동 일부, 부동/노호동 일부/추동 일부/강창리 일부/보병동 일부 | 왜관면           | 금남동, 금산동, 낙산동                                       |

| 1914년          | 1914년 | 현재          | 현재 |
| 면              | 동 | 구·읍·면      | 동·리 |
| --------------- | --- | ------------- | --- |
| 인동면 (仁同面) | 신동, 구평동, 진평동, 인의동, 시미동, 황상동, 임수동, 금전동, 옥계동, 거의동, 양호동, 구포동                 | 구미시        | 신동, 구평동, 진평동, 인의동, 시미동, 황상동, 임수동, 금전동, 옥계동, 거의동, 양호동, 구포동                 |
| 북삼면 (北三面) | 오태동, 낙계동                                                                                               | 구미시        | 오태동, 공단동 일부                                                                                          |
| 북삼면 (北三面) | 어로동, 보손동, 인평동, 율동, 오평동, 숭오동                                                                 | 칠곡군 북삼읍 | 어로리, 보손리, 인평리, 율리, 오평리, 숭오리                                                                 |
| 약목면 (若木面) | 관호동, 무림동, 남계동, 동안동, 복성동, 교동, 덕산동                                                         | 칠곡군 약목면 | 관호리, 무림리, 남계리, 동안리, 복성리, 교리, 덕산리                                                         |
| 약목면 (若木面) | 죽전동, 행정동, 영동, 평복동, 봉산동, 각산동                                                                 | 칠곡군 기산면 | 죽전리, 행정리, 영리, 평복리, 봉산리, 각산리                                                                 |
| 왜관면 (倭館面) | 삼청동, 왜관동, 석전동, 매원동, 봉계동, 낙산동, 금남동, 금산동                                               | 칠곡군 왜관읍 | 삼청리, 왜관리, 석전리, 매원리, 봉계리, 낙산리, 금남리, 금산리                                               |
| 석적면 (石積面) | 아곡동 | 칠곡군 왜관읍 | 아곡리 |
| 석적면 (石積面) | 망정동, 도개동, 남율동, 중동, 성곡동, 중지동, 반계동, 포남동                                                 | 칠곡군 석적읍 | 망정리, 도개리, 남율리, 중리, 성곡리, 중지리, 반계리, 포남리                                                 |
| 석적면 (石積面) | 황학동 | 칠곡군 지천면 | 황학리 |
| 지천면 (枝川面) | 낙산동, 연호동, 오산동, 용산동, 영오동, 덕산동, 백운동, 달서동, 창평동, 신동, 심천동, 송정동, 연화동, 금호동 | 칠곡군 지천면 | 낙산리, 연호리, 오산리, 용산리, 영오리, 덕산리, 백운리, 달서리, 창평리, 신리, 심천리, 송정리, 연화리, 금호리 |
| 가산면 (架山面) | 학상동, 학하동, 하판동, 심곡동, 학산동, 다부동, 천평동, 금화동, 가산동, 응추동, 용수동                       | 칠곡군 가산면 | 학상리, 학하리, 송학리, 심곡리, 학산리, 다부리, 천평리, 금화리, 가산리, 응추리, 용수리                       |
| 가산면 (架山面) | 신장동 | 구미시 장천면 | 신장리 |
| 동명면 (東明面) | 봉암동, 구덕동, 기성동, 득명동, 남원동, 금암동, 송산동, 가천동, 학명동                                       | 칠곡군 동명면 | 봉암리, 구덕리, 기성리, 득명리, 남원리, 금암리, 송산리, 가천리, 학명리                                       |
| 칠곡면 (漆谷面) | 구암동, 국우동, 도남동, 관음동, 동천동, 읍내동, 학정동, 동호동, 태전동, 매천동, 팔달동, 금호동, 사수동       | 대구 북구     | 구암동, 국우동, 도남동, 관음동, 동천동, 읍내동, 학정동, 동호동, 태전동, 매천동, 팔달동, 금호동, 사수동       |

- 1949년 8월 13일 : 왜관면이 왜관읍으로 승격하였다.[7](1읍 8면)
- 1973년 7월 1일 : 북삼면 낙계동이 선산군 구미읍에 편입되었다.[8]
- 1974년 11월 1일 : 약목면에 동부출장소가 설치되었다.(1읍 8면 1출장소)
- 1978년 2월 15일 : 인동면이 신설 구미시에 편입되었다.[9]

| 법률 제3014호 구미시설치 및 부산시·경상남도간관할구역조정에 관한 법률                                      | |
| 구 행정구역                                                                                                | 신 행정구역                                                                                         |
| 칠곡군 인동면 신동, 구평동, 진평동, 인의동, 시미동, 황상동, 임수동, 금전동, 옥계동, 거의동, 양호동, 구포동 | 구미시 신동, 구평동, 진평동, 인의동, 시미동, 황상동, 임수동, 금전동, 옥계동, 거의동, 양호동, 구포동 |
- 1980년 12월 1일 : 칠곡면이 칠곡읍으로 승격하였다.[10](2읍 6면 1출장소)
- 1981년 7월 1일 : 칠곡읍이 신설 대구직할시에 편입되었다.[11]

| 법률 제3424호 대구직할시및인천직할시설치에관한법률                                                                | |
| 구 행정구역 | 신 행정구역                                                                                                |
| 경상북도 칠곡군 칠곡읍 구암동·국우동·도남동·관음동·동천동·읍내동·학정동·동호동·태전동·매천동·팔달동·금호동·사수동 | 대구직할시 북구 구암동·국우동·도남동·관음동·동천동·읍내동·학정동·동호동·태전동·매천동·팔달동·금호동·사수동 |
- 1983년 2월 15일 읍·면 간 및 인접 군과의 행정구역 변경이 있었다.[12]

| 대통령령 제11027호 시·군·구·읍·면의관할구역변경및면설치등에관한규정 |                      |
| 구 행정구역                                                         | 신 행정구역          |
| 칠곡군 북삼면 오태동                                                | 구미시 오태동        |
| 성주군 선남면 노석동                                                | 칠곡군 약목면 노석동 |
| 칠곡군 석적면 아곡동                                                | 칠곡군 왜관읍 아곡동 |
| 칠곡군 석적면 황학동                                                | 칠곡군 지천면 황학동 |
- 1986년 4월 1일 : 동부출장소가 기산면으로 승격하였다.[13]

| 대통령령 제11874호 경기도남양주군조안면등면설치와읍·면의관할구역변경에관한규정 |                                                              |
| 구 행정구역                                                                    | 신 행정구역                                                  |
| 칠곡군 약목면 죽전동·평복동·영동·행정동·봉산동·각산동·노석동                   | 칠곡군 기산면 죽전동·평복동·영동·행정동·봉산동·각산동·노석동 |
- 1987년 1월 1일 : 선산군 장천면 석우동이 가산면에 편입되었다.[14]
- 1989년 1월 1일 : 가산면 신장리가 선산군 장천면에 편입되었다.[15]
- 1998년 5월 1일 : 가산면 하판리를 송학리로 개칭하였다.[16]
- 2003년 7월 1일 : 북삼면이 북삼읍으로 승격하였다.[17](2읍 6면)
- 2006년 10월 1일 : 석적면이 석적읍으로 승격하였다.[18](3읍 5면)

## 행정 구역
칠곡군의 행정 구역은 3읍 5면으로 구성되어 있다. 칠곡군의 면적은 450.93km2이며, 경지가 17.4%, 임야가 66.7%, 기타가 15.9%를 차지한다. 2022년 12월 말 주민등록 기준으로 인구는 112,487명, 54,443 가구이다. 2013년 1월에 주민등록 인구가 12만명을 돌파한 후 120,000~123,000명 대에서 정체하다가, 2016년 12월을 정점으로 인구가 완만하게 감소하여 2018년 4월에 120,000명 아래로 줄었다.
| 읍·면  | 한자   | 면적(km2) | 인구    | 세대   | 행정지도 |
| ------ | ------ | --------- | ------- | ------ | -------- |
| 왜관읍 | 倭館邑 | 54.12     | 32,114  | 14,984 |          |
| 북삼읍 | 北三邑 | 36.73     | 24,161  | 10,785 |          |
| 석적읍 | 石積邑 | 49.70     | 31,327  | 14,936 |          |
| 지천면 | 枝川面 | 88.84     | 3,956   | 2,375  |          |
| 동명면 | 東明面 | 64.04     | 5,226   | 2,963  |          |
| 가산면 | 架山面 | 86.82     | 3,357   | 1,983  |          |
| 약목면 | 若木面 | 34.29     | 9,255   | 4,794  |          |
| 기산면 | 岐山面 | 32.39     | 3,091   | 1,623  |          |
| 칠곡군 | 漆谷郡 | 450.93    | 112,487 | 54,443 |          |

### 행정 구역 개편 논의
1978년 2월 15일에 인동면이 구미시에 편입되고 1981년 7월 1일에 칠곡읍이 대구 북구에 편입됨으로써, 칠곡군의 행정구역 면적은 549.37 km2에서 98.42 km2가 줄어든 450.95 km2로 크게 감소하였다. 칠곡군의 동부(동명면·지천면 등)는 대구광역시의 영향을, 북부(북삼읍·석적읍 장곡 지역·가산면 중 유학산 북쪽 지역)는 구미시의 영향을 많이 받고 있는데, 인근 대구광역시와 구미시의 도시 확장에 따른 도시 연담화 현상은 칠곡군이 대구와 구미로 파편화되어 해체될 지도 모른다는 위기에 봉착시키는 불안 요인이 되고 있다.
칠곡군은 왜관읍, 북삼읍과 석적읍 장곡 지역(중리·남율리·성곡리)이 증가한 인구로 인하여 도시적 토지 이용과 행정 수요가 많고 칠곡주민의 환경 여건이나 생활 양식 등이 이미 시 수준에 이르고 있어서 칠곡군의 시 승격이 필요하다고 주장하고 있다. 그러나, 지방자치법(제7조)에 따르면 군이 도농복합시가 되기 위해서는 단일 읍의 인구가 5만명 이상이거나 군의 인구가 15만명 이상이어야 하는데, 칠곡군은 이 기준을 충족시키지 못하고 있다. 칠곡군은 시 승격을 위해 지방자치법 제7조제2항제3호 후단을 개정해 도농통합시 설치 기준을 '군 인구 12만명 이상'으로 완화하는 대한민국 지방자치법 개정을 시도했으나 성과를 내지 못했다.
시 승격을 바라는 칠곡군의 입장과 달리 중앙 정부에서는 2010년대 초에 칠곡군과 구미시의 통합을 추진한 적이 있으며, 지역 주민들은 구미시 인근에 위치한 북삼읍과 석적읍 장곡 지역 등 북부에서는 구미시로의 편입을 바라는 의견이, 왜관읍 등 그 밖의 대부분 지역에서는 대구광역시에 편입되어 '대구광역시 칠곡군'으로 칠곡군이 유지되길 바라는 의견이 대체로 많다. 특히, 북삼읍(인평리·숭오리)의 경우에는 본래 북삼면에 속해 있었던 구미시 오태동과 단일 주거권을 형성하고 있어서 구미시로의 편입 여론이 압도적으로 높다.

## 군청
- 현재 칠곡군청은 경상북도 칠곡군 왜관읍에 위치하고 있다.

## 인구
칠곡군의 연도별 인구 추이
| 연도   | 총인구    |  |
| ------ | --------- |  |
| 1960년 | 104,684명 |  |
| 1965년 | 118,092명 |  |
| 1970년 | 113,440명 |  |
| 1975년 | 119,444명 |  |
| 1980년 | 110,959명 |  |
| 1985년 | 79,814명  |  |
| 1990년 | 78,943명  |  |
| 1995년 | 83,304명  |  |
| 2000년 | 101,549명 |  |
| 2005년 | 109,018명 |  |
| 2010년 | 114,246명 |  |
| 2015년 | 122,462명 |  |
| 2020년 | 114,758명 |  |

## 산업
대구와 구미 등 대규모 소비지를 접하고 있어서 주곡 농업 외에 근교농업이 성행하여 참외, 포도, 배추, 오이, 부추 등이 많이 재배되고 있다. 최근에는 한우, 닭 등의 축산 농업이 증가하고 있고 표고버섯 등도 다량 생산되고 있다. 낙동강 주변 평야는 참외 재배지로 유명하며 양봉, 양계와 비육우 및 유우도 사육되고 있다.
섬유공업도시인 대구와 전자공업의 중심인 구미시를 접하는 특성으로 섬유공장과 전자부품공장이 많으며, 대구 경북지역 화물 및 컨테이너 운송의 핵심거점인 영남권내륙화물기지와 현대자동차 복합물류센터가 준공되어 물류중심지로 부상하고 있다. 유명한 업체로는 네이처셀(구 삼미식품)이 가장 유명한 업체이다.

## 관광
관광자원으로는 가산산성, 유학산, 영암산, 금오동천, 금화계곡, 도개온천, 다부동전적기념관, 낙동강왜관 구철교(호국의 다리), 칠곡보, 신나무골, 가실성당(신부수업 촬영지), 칠곡 왜관성당(국가등록문화재 제727호),  구상 문학관, 성 베네딕도회 왜관수도원, 신유 장군 유적지 등이 있다. 가실성당에서 한티 순교 성지까지 가는 '한티가는길'에는 매년 많은 사람들이 방문하여 걷고 있다.

## 교육 기관
- 사립대학교

|  | - 대구예술대학교 |

- 사립전문대학

|  | - 경북과학대학교 |

- 고등학교

|  | - 약목고등학교 - 칠곡고등학교 - 동명고등학교 - 북삼고등학교 | - 석적고등학교 - 순심고등학교 - 순심여자고등학교 |

- 중학교

|  | - 왜관중학교 - 석전중학교 - 약목중학교 - 북삼중학교 - 인평중학교 | - 신동중학교 - 동명중학교 - 장곡중학교 - 순심중학교 - 순심여자중학교 |

- 초등학교

|  | - 왜관초등학교 - 왜관중앙초등학교 - 왜관동부초등학교 - 낙산초등학교 - 매원초등학교 - 신동초등학교 - 지천초등학교 | - 동명초등학교 - 동명동부초등학교 - 가산초등학교 - 학림초등학교 - 다부초등학교 - 석적초등학교 - 장곡초등학교 | - 대교초등학교 - 북삼초등학교 - 북삼초등학교 오평분교 - 숭산초등학교 - 인평초등학교 - 약목초등학교 - 관호초등학교 | - 약동초등학교 |

## 자매 도시
- 미국 콜로라도주 덴버 (2009. 05. 11)
- 스페인 마드리드 (2012. 09. 06)
- 중국 허난성 지위안시 (2015. 04. 21)